# 4.ª etapa da Volta à Espanha de 2018
A 4.ª etapa da Volta a Espanha de 2018 teve lugar a 28 de agosto de 2018 entre Vélez-Málaga e Alfacar sobre um percurso de 161,4 km e foi vencida pelo ciclista estadounidense Benjamin King da equipa Dimension Data. O ciclista polaco Michał Kwiatkowski do Team Sky conservou o maillot de líder.

## Classificação da etapa
| \| Classificação por etapas \| Classificação por etapas \| Classificação por etapas \| Classificação por etapas \| Classificação por etapas \| \| Ciclista \| Ciclista \| Equipe \| Tempo \| \| \| ------------------------ \| ------------------------ \| -------------------------- \| ------------------------ \| ------------------------ \| \| 1. \| Benjamin King \| Dimension Data \| 4h33m12s \| \| \| 2. \| Nikita Stalnow \| Astana \| + 2s \| \| \| 3. \| Pierre Rolland \| EF Education First-Drapac \| + 13s \| \| \| 4. \| Luis Ángel Maté \| Cofidis, Solutions Crédits \| + 1m08s \| \| \| 5. \| Ben Gastauer \| AG2R La Mondiale \| + 1m39s \| \| \| 6. \| Jelle Wallays \| Lotto-Soudal \| + 1m57s \| \| \| 7. \| Óscar Cabedo \| Burgos-BH \| + 2m24s \| \| \| 8. \| Simon Yates \| Mitchelton-Scott \| + 2m48s \| \| \| 9. \| Emanuel Buchmann \| Bora-Hansgrohe \| + 2m50s \| \| \| 10. \| Miguel Ángel López \| Astana \| + 3m07s \| \| |                    |                            |          |
| |                    |                            |          |
| Fonte: ProCyclingStats |                    |                            |          |
| Classificação por etapas |                    |                            |          |
| Ciclista | Ciclista           | Equipe                     | Tempo    |
| 1. | Benjamin King      | Dimension Data             | 4h33m12s |
| 2. | Nikita Stalnow     | Astana                     | + 2s     |
| 3. | Pierre Rolland     | EF Education First-Drapac  | + 13s    |
| 4. | Luis Ángel Maté    | Cofidis, Solutions Crédits | + 1m08s  |
| 5. | Ben Gastauer       | AG2R La Mondiale           | + 1m39s  |
| 6. | Jelle Wallays      | Lotto-Soudal               | + 1m57s  |
| 7. | Óscar Cabedo       | Burgos-BH                  | + 2m24s  |
| 8. | Simon Yates        | Mitchelton-Scott           | + 2m48s  |
| 9. | Emanuel Buchmann   | Bora-Hansgrohe             | + 2m50s  |
| 10. | Miguel Ángel López | Astana                     | + 3m07s  |

## Classificações ao final da etapa

### Classificação geral
| \| Classificação geral \| Classificação geral \| Classificação geral \| Classificação geral \| Classificação geral \| \| Ciclista \| Ciclista \| Equipe \| Tempo \| \| \| ------------------- \| ------------------- \| ------------------- \| ------------------- \| ------------------- \| \| 1. \| Michał Kwiatkowski \| Team Sky \| 13m47s \| \| \| 2. \| Emanuel Buchmann \| Bora-Hansgrohe \| + 7s \| \| \| 3. \| Simon Yates \| Mitchelton-Scott \| + 10s \| \| \| 4. \| Alejandro Valverde \| Movistar Team \| + 12s \| \| \| 5. \| Wilco Kelderman \| Team Sunweb \| + 25s \| \| \| 6. \| Ion Izagirre \| Bahrain-Merida \| + 30s \| \| \| 7. \| Tony Gallopin \| AG2R La Mondiale \| + 33s \| \| \| 8. \| Nairo Quintana \| Movistar Team \| + 33s \| \| \| 9. \| Steven Kruijswijk \| LottoNL-Jumbo \| + 37s \| \| \| 10. \| Enric Mas \| Quick-Step Floors \| + 42s \| \| |                    |                   |        |
| |                    |                   |        |
| Fonte: ProCyclingStats |                    |                   |        |
| Classificação geral |                    |                   |        |
| Ciclista | Ciclista           | Equipe            | Tempo  |
| 1. | Michał Kwiatkowski | Team Sky          | 13m47s |
| 2. | Emanuel Buchmann   | Bora-Hansgrohe    | + 7s   |
| 3. | Simon Yates        | Mitchelton-Scott  | + 10s  |
| 4. | Alejandro Valverde | Movistar Team     | + 12s  |
| 5. | Wilco Kelderman    | Team Sunweb       | + 25s  |
| 6. | Ion Izagirre       | Bahrain-Merida    | + 30s  |
| 7. | Tony Gallopin      | AG2R La Mondiale  | + 33s  |
| 8. | Nairo Quintana     | Movistar Team     | + 33s  |
| 9. | Steven Kruijswijk  | LottoNL-Jumbo     | + 37s  |
| 10. | Enric Mas          | Quick-Step Floors | + 42s  |

### Classificação por pontos
| Classificação por pontos | Classificação por pontos | Classificação por pontos   | Classificação por pontos | Classificação por pontos |
| Ciclista                 | Ciclista                 | Equipe                     | Pontos                   |                          |
| ------------------------ | ------------------------ | -------------------------- | ------------------------ | ------------------------ |
| 1.                       | Michał Kwiatkowski       | Team Sky                   | 46 pts                   |                          |
| 2.                       | Alejandro Valverde       | Movistar Team              | 33 pts                   |                          |
| 3.                       | Benjamin King            | Dimension Data             | 29 pts                   |                          |
| 4.                       | Elia Viviani             | Quick-Step Floors          | 25 pts                   |                          |
| 5.                       | Rohan Dennis             | BMC Racing Team            | 25 pts                   |                          |
| 6.                       | Giacomo Nizzolo          | Trek-Segafredo             | 20 pts                   |                          |
| 7.                       | Wilco Kelderman          | Team Sunweb                | 20 pts                   |                          |
| 8.                       | Nikita Stalnow           | Astana                     | 20 pts                   |                          |
| 9.                       | Pierre Rolland           | EF Education First-Drapac  | 19 pts                   |                          |
| 10.                      | Luis Ángel Maté          | Cofidis, Solutions Crédits | 17 pts                   |                          |

### Classificação da montanha
| Classificação da montanha | Classificação da montanha | Classificação da montanha  | Classificação da montanha | Classificação da montanha |
| Ciclista                  | Ciclista                  | Equipe                     | Pontos                    |                           |
| ------------------------- | ------------------------- | -------------------------- | ------------------------- | ------------------------- |
| 1.                        | Luis Ángel Maté           | Cofidis, Solutions Crédits | 36 pts                    |                           |
| 2.                        | Pierre Rolland            | EF Education First-Drapac  | 20 pts                    |                           |
| 3.                        | Benjamin King             | Dimension Data             | 12 pts                    |                           |
| 4.                        | Ben Gastauer              | AG2R La Mondiale           | 7 pts                     |                           |
| 5.                        | Nikita Stalnow            | Astana                     | 6 pts                     |                           |
| 6.                        | Thomas De Gendt           | Lotto-Soudal               | 5 pts                     |                           |
| 7.                        | Nans Peters               | AG2R La Mondiale           | 4 pts                     |                           |
| 8.                        | Alejandro Valverde        | Movistar Team              | 3 pts                     |                           |
| 9.                        | Jordi Simón               | Burgos-BH                  | 3 pts                     |                           |
| 10.                       | Michał Kwiatkowski        | Team Sky                   | 2 pts                     |                           |

### Classificação da combinada
| Classificação de combinados | Classificação de combinados | Classificação de combinados | Classificação de combinados | Classificação de combinados |
| Ciclista                    | Ciclista                    | Equipe                      | Pontos                      |                             |
| --------------------------- | --------------------------- | --------------------------- | --------------------------- | --------------------------- |
| 1.                          | Michał Kwiatkowski          | Team Sky                    | 12 pts                      |                             |
| 2.                          | Alejandro Valverde          | Movistar Team               | 14 pts                      |                             |
| 3.                          | Benjamin King               | Dimension Data              | 24 pts                      |                             |
| 4.                          | Laurens De Plus             | Quick-Step Floors           | 47 pts                      |                             |
| 5.                          | Ben Gastauer                | AG2R La Mondiale            | 51 pts                      |                             |
| 6.                          | Nikita Stalnow              | Astana                      | 51 pts                      |                             |
| 7.                          | Pierre Rolland              | EF Education First-Drapac   | 58 pts                      |                             |
| 8.                          | Luis Ángel Maté             | Cofidis, Solutions Crédits  | 95 pts                      |                             |

### Classificação por equipas
| Classificação por equipes | Classificação por equipes                | Classificação por equipes | Classificação por equipes |
| Equipe                    | Equipe                                   | Tempo                     |                           |
| ------------------------- | ---------------------------------------- | ------------------------- | ------------------------- |
| 1.                        | Astana                                   | 41h23m14s                 |                           |
| 2.                        | Movistar Team                            | + 1m31s                   |                           |
| 3.                        | Bora-Hansgrohe                           | + 2m03s                   |                           |
| 4.                        | Dimension Data                           | + 3m15s                   |                           |
| 5.                        | Lotto NL-Jumbo                           | + 4m07s                   |                           |
| 6.                        | EF Education First-Drapac p/b Cannondale | + 4m43s                   |                           |
| 7.                        | Sky                                      | + 6m20s                   |                           |
| 8.                        | AG2R La Mondiale                         | + 7m16s                   |                           |
| 9.                        | Cofidis, Solutions Crédits               | + 8m34s                   |                           |
| 10.                       | Bahrain-Merida                           | + 9m06s                   |                           |

## Abandonos
Nenhum.